# Rafael Ballén
Rafael Antonio Ballén Molina (Carmen de Carupa, 24 de noviembre de 1942) es un profesor, investigador y escritor colombiano, con doctorado en Derecho Público por la Universidad de Zaragoza. Fue magistrado del Tribunal Superior de Bogotá, procurador delegado para la vigilancia judicial, fuerzas militares, para asuntos ambientales y agrarios, para la policía judicial, ante el consejo de estado y ante la corte suprema de justicia (1989-1996). Fue secretario general del fondo de desarrollo rural Integrado, presidente del directorio liberal de Carmen de Carupa. Su obra destaca por el estudio profundo de la teoría y la ciencia del estado, y la corrupción en las diferentes instancias del poder y niveles sociales.

## Primeros años y primeros estudios
Rafael Antonio Ballén nació en Carmen de Carupa, Cundinamarca. Es hijo de Antonio Ballén Hernández y Dolores Molina Alarcón. Desde muy temprana edad tuvo que sortear las precariedades propias de la pobreza en el campo, a la que se sumó la violencia bipartidista de los años 50 del siglo XX, de la que su familia no pudo escapar. “Antonio, esta noche no te quedes en la casa. Vete al monte con tus hijos, porque esta noche te caeremos”, era una de las advertencias que le oía decir a un primo hermano de su padre, que formaba parte de una banda paramilitar de la época.
Ante las condiciones tan adversas que vivía y la imposibilidad de estudiar, contra la voluntad de sus padres, Ballén se traslada a la población de Ubaté (Cundinamarca), capital de la provincia del mismo nombre, a casa de Fulgencia, su hermana mayor. Posteriormente, y, gracias al apoyo de sus hermanos mayores Salomón (suboficial del ejército) y Ángel María (educador), se desplaza a Zipaquirá, ciudad donde adelanta estudios pedagógicos, aprovechando una beca departamental. Allí obtiene el título de Normalista Superior.
Tras su nombramiento como maestro de primaria en la vereda Santa Rosa del municipio de Ubalá, es trasladado a la localidad de Usme y más tarde a Bogotá. En la capital del país cursó estudios de Derecho, recibiéndose como abogado en la Universidad Libre (Colombia) en mayo de 1972. A partir de ese momento Ballén no sólo se dedicaría al ejercicio del derecho, en su condición abogado litigante, sino que ingresaría a la docencia universitaria y de manera testimonial a la acción política.

## Academia e investigación
Desempeñó la docencia en las universidades Nacional de Colombia, Rosario, Cartagena, Militar Nueva Granada, Libre, Santiago de Cali y Antonio Nariño. De manera simultánea ejerció los cargos señalados en la introducción de esta reseña. Su mayor reto por esta época fue adelantar la investigación por la fuga de Pablo Escobar de La Catedral, el 22 de julio de 1992. La cátedra universitaria y la función pública las acompañó siempre con la investigación. Fruto de aquellos años son los libros: Constituyente y Constitución del 91 (1991); Corrupción política (1994); Estructura del Estado (1997) e Ilegitimidad del Estado. Reforma radical o revolución de la diversidad (2002).
A comienzos del siglo XXI, retirado de la función pública, Ballén se consagró por entero al estudio. Cursó su doctorado en Derecho Público en la Universidad de Zaragoza-España (2005-2008), culminando con su tesis El Consejo de Estado Colombiano. Origen, evolución, estructura y funcionamiento. Durante este período, observa a la distancia la manera de gobernar de Álvaro Uribe Vélez, a quien le dedicó La pequeña política de Uribe (2005), cuya 5ª edición se publicó pocos meses antes de que finalizara su segundo mandato. Se trata de un análisis crítico del gobernante más cuestionado de Colombia: falsos positivos, la persecución de magistrados y periodistas, enriquecimiento de sus hijos y los más altos índices de corrupción.  En esta primera década del nuevo siglo también adelantó la investigación Los males de la guerra. Colombia 1988-2008 (2010).
Durante el proceso de paz adelantado entre Estado y las FARC, Ballén siguió con atención los diálogos en La Habana, lo que le permitió prever que la culminación de esa larga guerra influiría en la política general y en los movimientos sociales y alternativos, motivo que lo llevó a escribir Carta Sin sobre a los Inconformes de Colombia (2016).

## Actuación política testimonial
Mientras que la docencia y la escritura son sus dos pasiones, la praxis política de Ballén ha sido testimonial. Siempre un pretexto para debatir las ideas y para dar un testimonio de que las cosas en su país y en el mundo no andan bien.
Natural de una comarca en extremo conservadora, en su juventud militó siempre en el ala izquierdista o progresista del liberalismo colombiano. Acompañó a Alfonso López Michelsen en la campaña presidencial de 1974. En ese año fue elegido diputado a la Asamblea de Cundinamarca y concejal de Carmen de Carupa y Ubaté. Al igual que muchos liberales que apoyaron a López, Ballén también se sintió decepcionado del presidente, que gobernó con buena parte del programa neoliberal de su contendiente, Álvaro Gómez Hurtado, en vez de hacerlo con el que le había presentado a sus electores. Entonces, escribe Carta sin Sobre a Liberales de Izquierda (1976), texto en el que toca cuatro temas: análisis crítico del gobierno de López Michelsen, conservatización del liberalismo, percepción optimista de la izquierda y la petición al segmento progresista del partido liberal, al que Ballén pertenecía en ese momento, para que se coaligara con la izquierda socialista, a efecto de que se convirtiera en alternativa de poder.
En 1978 participó en la contienda electoral, formando parte de la coalición Uno-Anapo-Mil, como candidato al concejo de Bogotá. A partir del año siguiente acompañaría a Luis Carlos Galán en la fundación del Nuevo Liberalismo. Al observar que el Partido Liberal había abandonado los sectores sociales y que se agotaba como corriente renovadora, publicó Liberalismo hoy. Opción de cambio o agónica supervivencia, que presentó el propio Galán en la Biblioteca Nacional en noviembre de 1985. En esta obra Ballén habla del origen de los partidos políticos en Colombia y hace un llamado a formar una coalición pluralista que haga los cambios estructurales que la sociedad reclamaba en ese momento.
Al lado de la docencia, la investigación ha sido la actividad a la que ha dedicado gran parte de su vida. Por eso siempre ha pertenecido a entidades dedicadas a esta disciplina: fue director del Centro de Investigaciones de la Universidad Libre, presidente de Alianza Universal por la Paz –Univerpaz¬–, director del Centro de Estudios del Nuevo Liberalismo de Cundinamarca, miembro de la junta directiva de la fundación Nuevo Liberalismo para una Colombia Nueva y de la fundación Luis Carlos Galán. También es miembro de la junta directiva de la Sociedad Económica de Amigos del País, de la fundación para el Pensamiento Latinoamericano y Colombiano, de la Biblioteca del Pensamiento Liberal y de Democracia Hoy. Privilegiando las ideas políticas a la praxis, la acción testimonial no le fue ajena. En el momento en que vio que se cumplía su hipótesis prevista en Liberalismo hoy, que el ala progresista del viejo partido también estaba agotada y que no había espacio para avanzar en los temas sociales, ingresó al Polo Democrático Alternativo como miembro fundador (2006). En este partido se desempeñó en los equipos programáticos, especialmente en las mesas de paz, y, como otro testimonio de resistencia a las maquinarias tradicionales, aceptó la candidatura que le hizo el Polo a la Gobernación de Cundinamarca para el periodo constitucional 2016-2019.
En la crisis del Polo Democrático, acompañó a Clara López en la lista de la Decencia, en calidad de candidato al Senado de la República para el período 2018-2022. Después de esa lucha testimonial de resistencia, respaldó de manera decidida la candidatura presidencial de Gustavo Petro, fundador de Colombia Humana.

## Obra
Desde la adolescencia, a  Ballén la literatura no le fue esquiva. De aquella época hay narrativa inédita. Pero luego de haber escrito más de dos docenas de libros de ciencia política, historia y sociología jurídica, retoma su vena literaria y escribe seis novelas, de las cuales ha publicado cuatro: Cenizas (2016), Vida ejemplar de Constantina (2017), Tirofijo. De cuerpo entero (2020) y Travesías de Sangre (2020).

### Publicaciones más importantes
- Carta sin sobre a liberales de izquierda (1976)
- Liberalismo hoy. Opción de cambio o agónica supervivencia (1985)
- Constituyente y Constitución del 91 (1991)
- Corrupción política (1994)
- Estructura del Estado (1997)
- Ilegitimidad del Estado. Reforma radical o revolución de la diversidad (2ª ed. 2007)
- Platón. Vigencia de su pensamiento político (2008)
- La pequeña política de Uribe (10ª ed. 2010)
- El Consejo de Estado Colombiano. Origen, evolución, estructura y funcionamiento (2011)
- Carta sin sobre a los Inconformes de Colombia (2016)
- Cenizas (2016)
- La vida ejemplar de Constantina (2017)
- Tirofijo. De cuerpo entero (2020)
- Travesías de sangre (2020)
- La Fuga de Pablo Escobar (2022)